# Organisatie Hindoe Media
Organisatie Hindoe Media (OHM) was een Nederlandse publieke omroep op hindoeïstische grondslag.
De OHM was een 2.42-omroep en maakte programma's zowel voor als over hindoes. Uitgangspunt hierbij was 'respect voor leven'. Het logo van OHM bevat het Om-teken, dat staat voor de centrale mantra in het hindoeïsme. Per 1 januari 2016 hield de OHM op te bestaan als gevolg van uit het jaar 2012 stammende plannen van het kabinet-Rutte II.

## Televisie
De OHM zond haar programma's voornamelijk uit op Nederland 2. Elke week had de OHM een half uur zendtijd waarin diverse programma's uitgezonden worden. Enkele programma's waren:
- Ch@tney.nl, jongerenprogramma
- Land van Rama, dramaserie
- verschillende documentaires (o.a. Tulsidas en de Bhagavad Gita)

Ook zond OHM uit op het alternatieve themakanaal Spirit 24.

## Radio
De OHM zond voornamelijk uit op Radio 5. Enkele programma's waren:
- Hindoewijzer, actualiteiten en achtergronden-programma.
- De Lotusvijver, spiritueel programma op zaterdagmiddag.